# Wim Vellinga
Willem Hendrik (Wim) Vellinga (Gorredijk, 1948) is een Nederlands jurist en hoogleraar straf- en strafprocesrecht aan de Rijksuniversiteit Groningen. Sinds 2003 is hij advocaat-generaal bij de Hoge Raad.

## Biografie
Vellinga studeerde Nederlands recht en notariaat aan de Rijksuniversiteit Groningen. Na zijn studie werkte hij ongeveer tien jaar als wetenschappelijk medewerker bij de vakgroep strafrecht en strafprocesrecht. Op 1 april 1982 promoveerde hij bij Thijs van Veen op het proefschrift Schuld in spiegelbeeld. Tot 2002 was hij raadsheer bij het gerechtshof Leeuwarden.
In 2003 werd Vellinga benoemd tot advocaat-generaal bij de Hoge Raad. Sinds 1 mei 2013 is hij in buitengewone dienst. Op 1 september 2007 werd hij benoemd tot hoogleraar straf- en strafprocesrecht aan de RUG, in het bijzonder op het gebied van de rechtspraktijk. Zijn hoogleraarschap vervult hij in deeltijd samen met zijn vrouw, Feikje Vellinga-Schootstra, die op dezelfde datum benoemd werd.